# Toni Prostran
Toni Prostran (* 9. April 1991 in Zadar) ist ein kroatischer Basketballtrainer und ehemaliger -spieler.

## Werdegang
Prostran durchlief die Jugendabteilung von KK Zadar. Bei der U18-Europameisterschaft 2009 war Prostran mit 20,9 Punkten je Begegnung der beste Korbschütze des Turniers. Im selben Jahr nahm er mit Kroatien des Weiteren an der U19-Weltmeisterschaft teil und stand mit 5,3 Vorlagen je Begegnung in der Liste der besten Passgeber der WM auf dem ersten Platz. Er gewann mit Kroatien die Bronzemedaille bei der U19-WM.
Auf Vereinsebene wechselte Prostran im Januar 2010 von KK Zadar zu KK Zagreb. 2008 wurde er mit Zadar und 2011 mit Zagreb kroatischer Meister. In Schweden gehörte Prostran als Mitglied der Norrköping Dolphins und des BC Luleå nach Einschätzung des Fachmediums Eurobasket.com jeweils zu den besten Aufbauspielern der ersten Liga.
Er spielte anschließend in Litauen für KK Nevėžis, ehe er im Sommer 2017 ein Angebot des griechischen Erstligisten Kolossos Rhodos annahm. Prostran verließ Rhodos im Laufe der Spielzeit 2017/18 und ging nach Schweden zurück, wo er sich im Januar 2018 Jämtland Basket anschloss.
2018/19 stand er beim FC Porto unter Vertrag, nahm mit der Mannschaft auch am europäischen Vereinswettbewerb FIBA Europe Cup teil. Er wechselte nach Frankreich zum Drittligisten Saint Vallier Basket Drôme und unterschrieb im Sommer 2020 einen Vertrag beim deutschen Drittligisten Iserlohn Kangaroos. Für die Mannschaft spielte Prostran zuletzt im Dezember 2022 und wechselte bei dem Verein im Februar 2023 ins Amt des Co-Trainers.
Rund ein Jahr später trennte sich Iserlohn von Cheftrainer Dennis Shirvan, Prostran wurde dessen Nachfolger.